# EmuParadise
EmuParadise es un sitio web que aloja una gran base de datos de ROM de videojuegos, juegos traducidos y otros archivos relacionados con los juegos. El sitio web fue fundado en 2000 por MasJ. Emuparadise ofrecía ROM para una amplia variedad de plataformas de juego, incluidas videoconsolas, dispositivos portátiles y máquinas de arcade.
EmuParadise ha estado involucrado en varias disputas legales a lo largo de los años. Emuparadise había descontinuado la mayoría de sus bibliotecas después de una acción legal por parte de la compañía japonesa de videojuegos Nintendo. El sitio web continúa albergando otro contenido relacionado con los juegos, como software emulador, guías de juegos y tutoriales.

## Historia
EmuParadise fue fundada en 2000 por MasJ, un entusiasta de los videojuegos indio. MasJ se inspiró para crear el sitio web después de tener dificultades para encontrar ROM de viejos videojuegos que quería jugar.
EmuParadise se convirtió rápidamente en uno de los sitios web más populares en las plataformas de juegos. En 2010, el sitio web tuvo más de 10 millones de visitantes únicos por mes. En 2015, esa cifra había aumentado a más de 20 millones de visitantes únicos por mes. 
En 2017, Nintendo presentó demandas contra dos sitios web que alojaban ROM, incluido EmuParadise. Nintendo argumentó que los sitios web infringían sus derechos de autor.
En 2018, EmuParadise cerró voluntariamente su servicio de alojamiento de ROM. Sin embargo, el sitio web continuó albergando otro contenido relacionado con los juegos, como software emulador, guías de juegos y tutoriales. Emuparadise ofrecía ROM para una amplia variedad de plataformas de juego, incluidas videoconsolas, dispositivos portátiles y máquinas de arcade. El sitio web también ofrecía ROM para traducciones de juegos, que son juegos que han sido traducidos a un idioma diferente al idioma original.
Según varios informes, las cuentas de más de un millón de jugadores en 2019 se filtraron después de que EmuParadise sufriera una violación de datos. Algunas de las personas afectadas por la filtración de datos del sitio de videojuegos retro, que solía alojar ROM, dijeron que durante el fin de semana comenzaron a recibir avisos de que sus cuentas habían sido comprometidas en una filtración de datos.

## Popularidad
El sitio web era un recurso valioso para los jugadores que querían jugar videojuegos clásicos en sus computadoras u otros dispositivos.
A lo largo de 18 años de funcionamiento, EmuParadise pasó de ser un sitio web de una sola página a un sitio web extenso distribuido a través de redes de distribución de contenido en todo el mundo. En su apogeo, el sitio web tenía un ranking global de Alexa de 1304 y un ranking de 696 dentro de los EE. UU..